# Сейминско-турбинский феномен
Се́йминско-ту́рбинский межкульту́рный (транскульту́рный) фено́мен — общее наименование археологических памятников со специфическими бронзовыми находками, распространившихся по лесной и лесостепной полосе Евразии в 2150—1600 годы до н. э.
Термин охватывает характерные бронзовые изделия, обнаруженные в большом количестве погребений на огромной территории Евразии, протянувшейся от Монголии и Синьцзяна до Финляндии и Молдавии (Бородинский клад). Один из важных памятников культуры (Сейминский могильник) расположен в Нижегородской области (Володарск). Турбинский могильник находится у Перми на правом берегу Камы, против устья реки Чусовой. Могильник у посёлка Ростовка под Омском стал третьим крупным памятником данного типа, но первым в Сибири.
Бронза сейминско-турбинских изделий является оловянистой и происходит из руды, добывавшейся в юго-восточной части Алтайских гор и в Синьцзяне. До открытия алтайских месторождений оловянной руды, в евразийских степях использовался сплав меди с мышьяком — так называемая мышьяковистая бронза.
С сейминско-турбинской сетью кузнецов и торговцев бронзой связывают стремительное распространение финно-угорских языков в качестве лингва франка лесной зоны от Сибири до Балтийского моря.

## Генезис
Сложение феномена происходило, по-видимому, на основании синтеза двух компонентов: «алтайского» (степи, лесостепи и предгорья Алтая) — племён металлургов и коневодов, и «таёжного» — племён подвижных таёжных охотников и рыболовов, населявших пространство от Енисея до Байкала, с которыми связан богатый каменный и костяной инвентарь, а также украшения из нефрита. Носители сейминско-турбинского феномена были недостаточно сильны, чтобы нападать на существовавшие тогда развитые культуры бронзового века, например, в Средней Азии.
Формирование феномена связано с Елунинской культурой. В процессе стремительного движения на Запад, вступили во взаимодействие с Абашевской культурой и растворились в ее среде.

## Материальная культура
Костяные пластинчатые доспехи, нефритовые украшения. Известны бронзовые (и серебряные) наконечников копий, топоров-кельтов, ножей-кинжалов с навершиями рукоятей в виде фигурок лошадей, быков, лосей, змей и др.
Фактически все основные сейминско-турбинские некрополи приурочены к крупным водным магистралям и часто к устьям больших рек. Захоронения принадлежат воинам. Бронзовое оружие нередко втыкалось в дно, стенки или край могилы. Курганные насыпи отсутствуют. Поселения и керамика неизвестны.

## Хозяйство
Скотоводство и коневодство. Однако основное ядро носителей культуры составляли воины.

## Терминология
Ранее существовавший термин «сейминско-турбинская культура» признан несостоятельным, поскольку сейминско-турбинские бронзовые изделия одновременно охватили большой регион с совершенно различными археологическими культурами, и достаточно быстро исчезли, тогда как культуры продолжили существование.

## Влияние на китайскую цивилизацию
Сейминско-турбинцы могут быть идентичны северным племенам Гуйфан («Страна дьявола»), о которых сообщают китайские исторические хроники династии Шан (ок. 1600 г. до н. э. – ок. 1046 г. до н. э.). Несколько артефактов династии Шан из руин Иньсюй и из гробницы Фу Хао (умерла около 1200 г. до н. э.), раскопанных в столице Шан Аньяне, похожи на вещи С-Т, такие как наконечники копий с гнёздами и односторонним крюком, нефритовые фигурки и ножи с навершием в виде головы оленя. Эти артефакты позднего Шан, явно происходящие от С-Т на севере, были сделаны в то же время, когда шанские источники сообщали о интенсивных затяжных конфликтах с северными племенами Гуйфан. Это предполагает, что Гуйфан были алтайскими сейминско-турбинцами, и что их вековой конфликт с Шан привёл к передаче различных предметов и методов производства.
В частности, введение наконечников копий с гнездом и одним боковым крюком, по-видимому, относится к периоду культуры Таоси, когда в Китае начинают появляться самые ранние вещи достоверно С-Т типа, около 2100-2000 гг. до н. э. В уезде Сичуань (провинция Хэнань) в слое позднего этапа луншаньской археологической культуры был обнаружен клад из четырёх сейминско-турбинских бронзовых наконечников копий с крюком, с нераскованной боевой частью. Эти ранние артефакты предполагают, что китайская бронзовая металлургия заимствована у культур евразийских степей. Однако вскоре Китай смог освоить эту технологию и усовершенствовать ее, достигнув высокого мастерства бронзового литья и создав сложную индустрию массивных бронзовых изделий.
Различные типы предметов сейминско-турбинского стиля из ранних культур Китая:
- Каменная булава, культура Сиба[13]
- Бронзовая булава с 4 овцами, культура Сиба, 1900-1400 гг. до н.э.[13]
- Бронзовый топор и медный нож, культура Цицзя, Ганьсу[14]
- Изогнутые бронзовые ножи династии Шан с бирюзовыми инкрустациями и навершием в виде животных[12]
- Бронзовый нож сейминско-турбинского с головой козла поздней династии Шан. Музей Шэньси[15]

## Антропология
Галичский клад позволяет сделать вывод о частичной монголоидности носителей этого феномена.

## Этноязыковая атрибуция
О. Н. Бадер считал, что язык населения, оставившего Сейминский могильник (Нижегородская область), был финно-угорским.
Финские учёные К. Карпелан и А. Парпола считают сейминско-турбинские сообщества самодийцами.
А. Х. Халиков полагает, что носители сейминско-турбинской культурной традиции были прототюрками или тунгусо-маньчжурами — представителями ещё не расчленённой алтайской языковой общности.
В. В. Напольских и А. В. Головнёв связывают источник распространения сеймо-турбинцев с афанасьевской культурой. По мнению Напольских, данные лингвистики и археологии свидетельствуют о заметном участии прототохарского (точнее — уже паратохарского) компонента в сейминско-турбинском транскультурном феномене.
И. В. Ковтун обосновывает индоарийские истоки и ведийские сюжетные параллели сейминско-турбинской металлопластики, скульптуры и орнаментальных идеограмм самусьской культуры, зооморфных жезлов Северной и Центральной Азии II тыс. до н. э.. Е. Н. Черных и С. В. Кузьминых отрицают индоевропейскую языковую принадлежность сейминско-турбинского населения.

## Палеогенетика
У образца I32552 (2571—2348 лет до н. э., Russia_SeymoTurbinoCulture, Satyga-16) из могильника Сатыга XVI на северном берегу озера Сатыгинский Туман близ бывшего села Сатыга и посёлка Ягодный (Кондинский район Ханты-Мансийского автономного округа) определили Y-хромосомную гаплогруппу R1a-Z93>R1a-Z94>R1a1a1b2a2-Z2122. В Ростовке (левобережье реки Омь в 15 км от Омска) выявлена пара родственников второй степени родства (ROT011 и ROT015), оба из которых являются мужчинами, несущими Y-хромосомную гаплогруппу C2a. Также у образцов из могильника Ростовка определили Y-хромосомные гаплогруппы R1a1a1-M417, R1a1a1b-Z645, R1b1a1a1-Y13200/M73, Q1b-M346, N1a1a1a1a-L392. Особи из Ростовки, судя по данным SNP всего генома, сильно различаются по своему генетическому профилю, варьируясь от предков, максимизированных у северных сибиряков, до местных особей, ассоциированных с синташтинской культурой, что отражает географическое распространение сейминско-турбинского феномена. В ADMIXTURE и PCA преимущественно мужские особи из некрополей Ростовки и Сатыги-16, а также особи из могильника сейминско-турбинского периода Черноозерья-1 крайне разнородны, характеризуясь весьма изменчивыми пропорциями трёх основных и двух второстепенных источников происхождения. Особи периода Сейма-Турбино (ST) с холма Татарка (на притоке Чулым, между Верхней Обью и Верхним Енисеем) генетически однородны, очень похожи на Yakutia_LNBA и действительно могут быть смоделированы с почти полным происхождением от Yakutia_LNBA в qpAdm. Такая генетическая связь подкрепляется наличием у ST и Yakutia_LNBA Y-хромосомной гаплогруппы N-L1026. Генетики связали сейминско-турбинский феномен с распространением компонента Yakutia_LNBA на запад около 4 тыс. л. н., так как обнаружили этот компонент в геномах многих людей из сейминско-турбинских могильников.